# Bahnhof Landquart
Bahnhof Landquart vasútállomás Svájcban, Graubünden kantonban, Landquart településen.

## Vasútvonalak
Az állomást az alábbi vasútvonalak érintik:
- Chur–St. Margrethen-vasútvonal
- Landquart–Davos Platz-vasútvonal
- Landquart–Thusis-vasútvonal
- Landquart–Chur railway line
- Sargans–Chur-vasútvonal

## Kapcsolódó állomások
A vasútállomáshoz az alábbi állomások vannak a legközelebb:
- Bahnhof Chur (Bahnhof Chur, Chur–St. Margrethen-vasútvonal, S12, IC 3)
- Landquart Ried vasútállomás (Rhäzüns (Rhaetian vasútállomás), Landquart–Thusis-vasútvonal, S1)
- Maienfeld vasútállomás (Bahnhof Sargans, Chur–St. Margrethen-vasútvonal, S12)
- Malans (Rhaetian vasútállomás) (Schiers (Rhaetian vasútállomás), Landquart–Davos Platz-vasútvonal, S1)
- Bahnhof Sargans (Basel Hauptbahnhof, IC 3)

## Forgalom
- SBB (óránként)
  - IC (Basel SBB–)Zürich HB–Chur (ohne Halt Zürich HB–Sargans)
  - ICE (Hamburg–Basel–) Zürich HB–Chur
  - RE Wil–Chur (Rheintal-Express)
  - RE Zürich HB–Chur
  - S12 Sargans–Chur (minden félórában)
- RhB (óránkénth)
  - RE Landquart–Davos Platz
  - RE Disentis–Chur–Landquart–Klosters–Scuol-Tarasp
  - S 1 Rhäzüns–Schiers
  - RE kétóránként a Vereinatunnelen keresztül Samedan és St. Moritz felé (Engadin Star)